# Fegyverfelfüggesztő pont

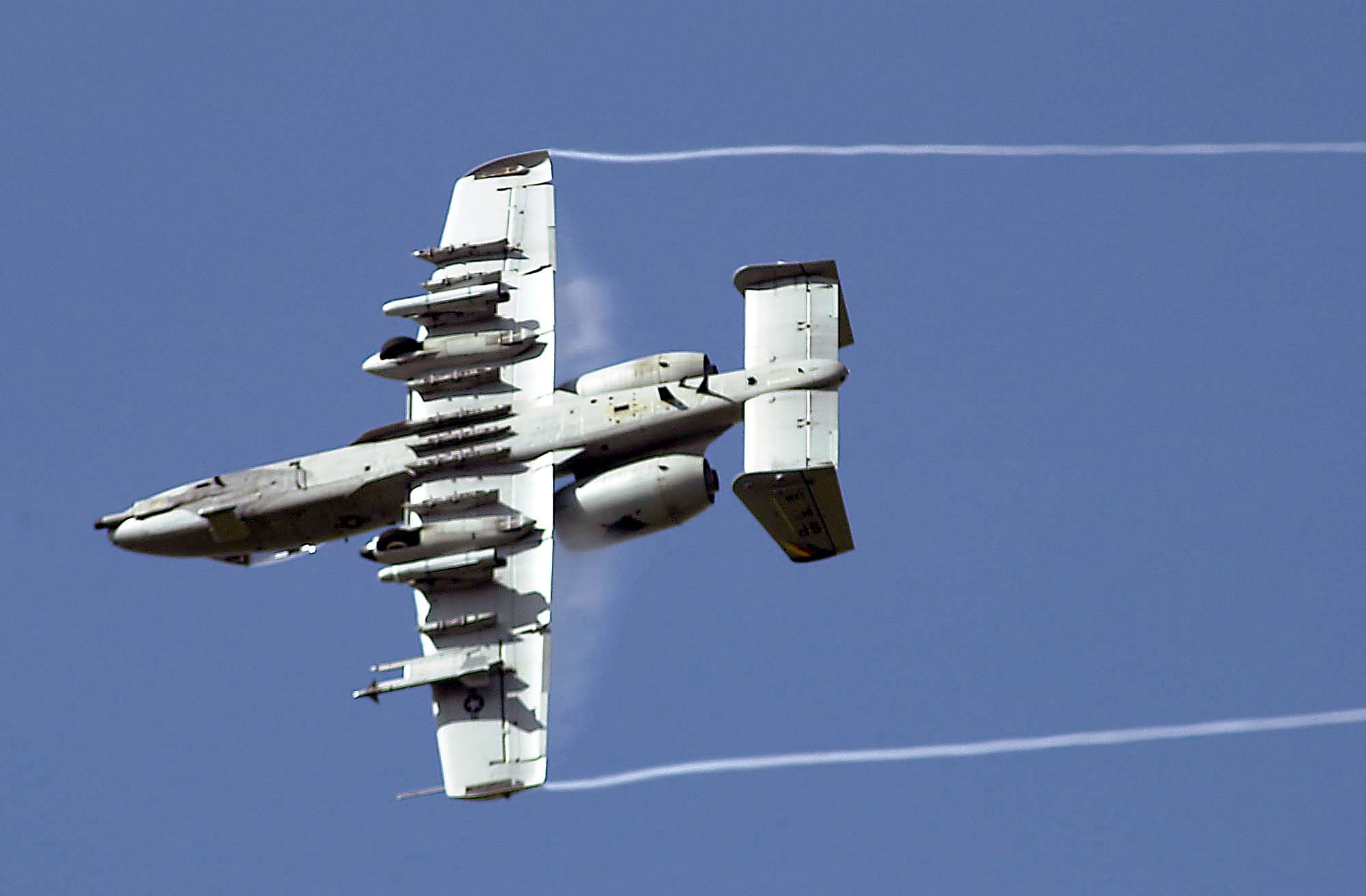
Az A–10 Thunderbolt II csatarepülőgép szárnyai és törzse alatt 11 csomópontot alakítottak ki

A fegyverfelfüggesztő csomópont a katonai repülőeszközök törzse vagy szárnyai alatt (néhány esetben a szárny felett) elhelyezett berendezés, melynek feladata a gépre szerelt fegyverzet és egyéb berendezések rögzítése a repülőgéphez. A korszerű repülőgépeken 7-9, néhány típusnál ennél több csomópont is van. A csomópontok teherbírása nagyban eltér egymástól, általában 100 kg és 1000 kg közötti, néhány esetben ennél nagyobb. Teherbírásuk a szárnyak alatt befelé haladva növekszik (a törővégi indítósíné a legkisebb, a legbelső csomóponté a legnagyobb). Egyes függesztmények speciális kábelezést igényelnek, például a tüzelőanyag-póttartályok (csatlakozást a tüzelőanyag-rendszerhez), vagy a célmegjelölő konténerek. Emellett bizonyos csomópontokra csak rakéta függeszthető, másokra viszont az nem függeszthető(ha két csomópont egymás mögött van, a hátsóra nem függeszthető rakéta).
A csomópontokat számozzák, a repülőgép bal oldala felől, azaz az 1-es csomópont a bal oldali legkülső, a 9-es (ha a repülőgépen összesen kilenc csomópont van) a jobb oldali legkülső. A JAS 39 Gripen esetében ettől eltérő rendszert használnak: a legkülsők az 1L és 1R (bal és jobb), utána következik a 2L és 2R, és így tovább.